# Vallée de l'Unteraar
La vallée de l'Unteraar est une vallée des Alpes située en Suisse, dans le canton de Berne.

## Géographie
La vallée de l'Unteraar est l'une des deux vallées dont les eaux donnent naissance à l'Aar, avec la vallée de l'Oberaar qui se trouve au sud. Elle naît de la rencontre de plusieurs vallons des Alpes bernoises.
D'est en ouest la vallée de l'Unteraar est séparée de la vallée de l'Oberaar par :
- le Vordre Zinggenstock 46° 33′ 16,34″ N, 8° 15′ 28,8″ E ;
- le Hindre Zinggenstock 46° 33′ 09,83″ N, 8° 14′ 26,48″ E ;
- le Vordre Tierberg 46° 32′ 59,86″ N, 8° 13′ 42,92″ E ;
- le Hindre Tierberg 46° 32′ 50,1″ N, 8° 12′ 47,52″ E ;
- le Scheuchzerjoch 46° 32′ 43,48″ N, 8° 12′ 07,49″ E.

Une ligne de crêtes axée sud/nord sépare le Finsteraargletscher de l'Unteraargletscher, elle est constituée par :
- la cime nord-est du Scheuchzerhorn 46° 32′ 46,9″ N, 8° 11′ 40,24″ E ;
- l'Escherhorn 46° 33′ 27,32″ N, 8° 11′ 49,2″ E.

Le vallon du Finsteraargletscher est séparé de la vallée de l'Oberaar de l'est vers l'ouest par : 
- la cime nord-est du Scheuchzerhorn ;
- le Scheuchzerhorn 46° 32′ 38,44″ N, 8° 11′ 26,02″ E ;
- le Grunerhorn 46° 32′ 29″ N, 8° 10′ 52,68″ E ;
- l'Oberaarhorn 46° 31′ 53,33″ N, 8° 10′ 28,38″ E.

Le vallon du Finsteraargletscher est séparé des vallons alimentant le Fieschergletscher (vallée de Conches) par :
- l'Oberaarhorn ;
- l'Altmann 46° 31′ 55,09″ N, 8° 09′ 51,26″ E ;
- le Studerhorn 46° 31′ 58,4″ N, 8° 08′ 51,61″ E ;
- le Finsteraarhorn 46° 32′ 13,88″ N, 8° 07′ 35,22″ E ;
- l'Agassizhorn 46° 32′ 47,65″ N, 8° 06′ 51,77″ E.

La partie nord-ouest du Finsteraargletscher – partie amont – est séparée de l'Ober Ischmeer (vallée du glacier inférieur de Grindelwald) par :
- l'Agassizhorn ;
- le Finsteraarjoch 46° 33′ 00,76″ N, 8° 07′ 18,59″ E ;
- le Nasse Strahlegg 46° 33′ 15,48″ N, 8° 07′ 52,79″ E ;
- l'Alte Strahlegg 46° 33′ 53,5″ N, 8° 07′ 19,52″ E ;
- le Strahlegghorn 46° 34′ 31,87″ N, 8° 07′ 04,84″ E ;
- le Strahlepass 46° 34′ 39,36″ N, 8° 07′ 06,42″ E ;
- le Lauteraarhorn 46° 34′ 59,95″ N, 8° 07′ 42,31″ E.

Le vallon du Lauteraarglestscher est séparé de la vallée de Grindelwald par :
- le Lauteraarhorn ;
- le Schreckhorn 46° 35′ 23,75″ N, 8° 07′ 05,52″ E ;
- le Nässihorn 46° 35′ 40,27″ N, 8° 06′ 47,41″ E.

Le vallon du Lauteraarglestscher est séparé de l'Oberer Grindelwaldgletscher par :
- le Nässihorn ;
- le Lauteraarsattel 46° 36′ 09,47″ N, 8° 07′ 59,41″ E ;
- la cime sud du Bärglistock 46° 36′ 46,84″ N, 8° 08′ 28,57″ E.

Le vallon du Lauteraarglestscher est séparé de la vallée du Gauligletscher par :
- la cime sud du Bärglistock ;
- l'Ewigschneehorn 46° 35′ 49,78″ N, 8° 10′ 06,85″ E ;
- le Trifthorn 46° 35′ 30,66″ N, 8° 10′ 41,12″ E.

Le Lauteraarglestscher rejoint ensuite le Finsteraargletscher pour donner l'Unteraargletscher. La vallée est donc ensuite dominée au nord par :
- le Hubelhorn 46° 35′ 08,41″ N, 8° 12′ 23,04″ E ;
- le Hienderstock 46° 35′ 11,76″ N, 8° 13′ 05,2″ E ;
- le Bächlistock 46° 35′ 12,08″ N, 8° 14′ 22,34″ E.

### Source
- Carte topographique suisse